# Microporina elongata
Microporina elongata is een mosdiertjessoort uit de familie van de Microporidae. De wetenschappelijke naam van de soort is voor het eerst geldig gepubliceerd in 1880 door Thomas Hincks.